# Мартусівка
Марту́сівка — село в Гірській сільській громаді Бориспільського району Київської області. Засноване у XVIII столітті, як село Мартусь, сучасна назва — з 1926 року. День села відзначається 22 травня.

## Назва
Назва села походить від імені перших власників, відомого козацького роду Мартосів, а в народній формі — Мартусів.

## Історія
Село виникло в середині XVIII ст. Перша письмова згадка міститься в Генеральному описі Лівобережної України за 1765 р., де село значиться як хутір Мартусівський, що входив до Бориспільської сотні Київського полку.
Хутір виник на території дубового лісу у верхів'ї річки Іква за 7 км на південний захід від Борисполя.
Юхим Федорович Дараган 1753 року придбав у значкового товариша Переяславського полку Михайла Мартоса та його брата сотенного отамана ічнянського Петра Мартоса хутір Мартусівщину.
З часом село розросталося. За адміністративно-територіальним поділом 1802 р., село віднесено до Вороньківської волості Переяславського повіту.
Є на мапі 1812 року як Мартосовщина.
За переписом 1859 р., у селі було 120 дворів і 570 жителів. Тут же вказано, що в селі є два заводи: пивоварний та цегляний. Звичайно, вони не були великими і здебільшого мали місцеве значення. Цегла, виготовлена в Мартусівці, пішла на спорудження будинків міста Києва, зокрема, сучасної вулиці Саксаганського. Заводи належали генералу Федору Трепову. Орендатором маєтку Трепова був Рахлін. Мартусівці були незадоволені орендарем, а тому неодноразово робили підпали його майна та будинку.
Одна з частин села донині носить назву Завод, а вулиця зветься Заводська. Про виробничу діяльність більш як сто років тому свідчать кар'єри та водойми.
У 1926 р. було зроблено перепис населення, згідно з яким у селі проживало 689 жителів і було 157 господарств.
У 1926 р. у Мартусівці було створено сільгоспартіль ім. Фрунзе, яка в 1932 р. одержала статус колгоспу «Більшовик». Створення колгоспу було насильницьким, а тому 6 листопада 1933 р. голову колгоспу Леоніда Мойсеєва, якого більшовицька партія направила для роботи на село, було розстріляно. У голодні 1932—1933 роки він організував допомогу жителям села, які не могли працювати в колгоспі, а тому в колгоспі ніхто не помер. Могила Л. Мойсеєва знаходиться в центрі села, його ім'ям названо одну з вулиць та колгосп (до 1963 р.).

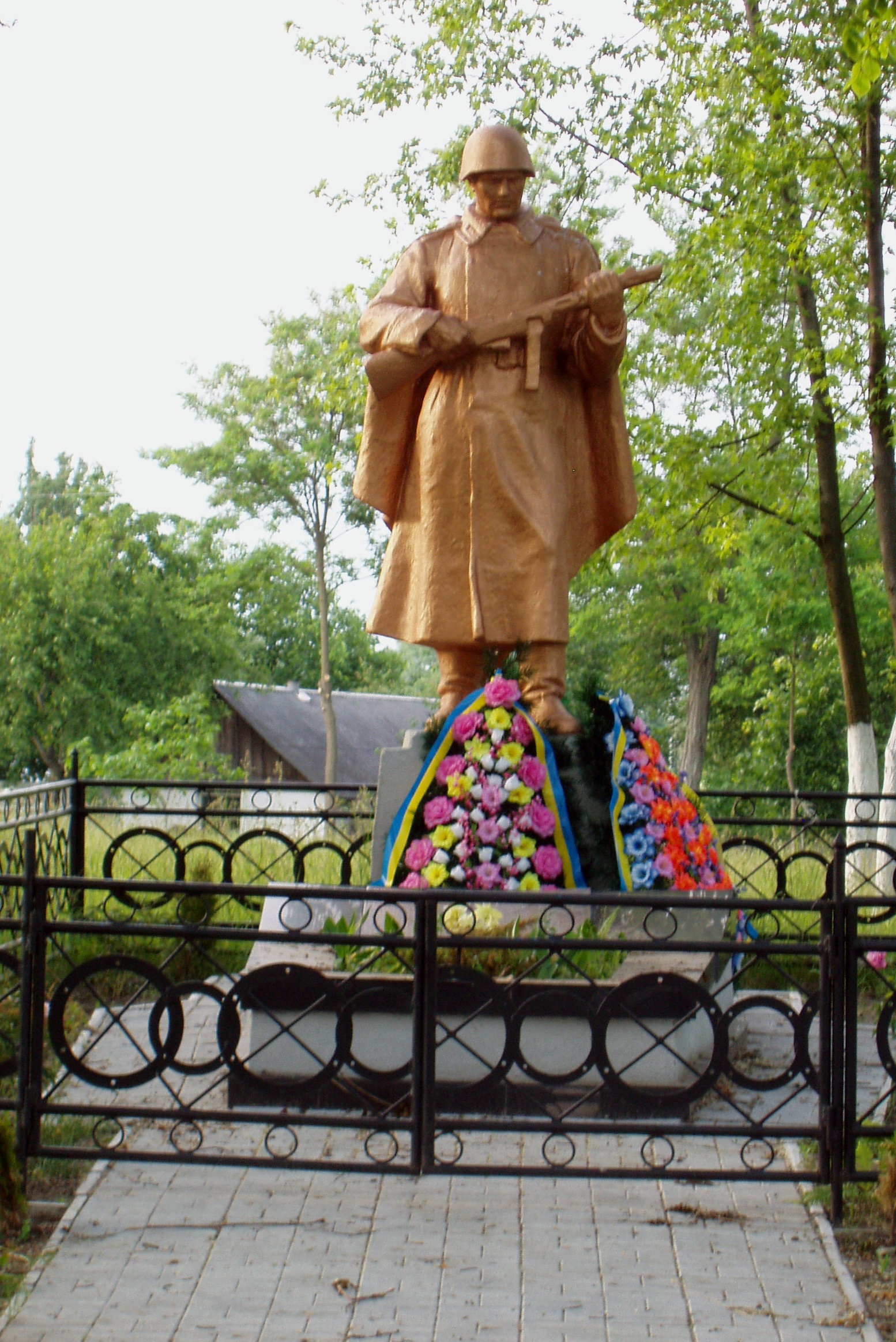
Братська могила солдат Червоної Армії і пам'ятник воїнам-односельцям, які загинули в роки Другої світової війни

У роки німецько-радянської війни мартусівці були мобілізовані на протистояння наступаючим німецьким військам. На пам'ятнику викарбувано імена 83-х загиблих у ратних боях. Зокрема, Твардовська Марина Силантіївна — голова Мартусівської сільської ради була розстріляна німцями в перші дні окупації.
Село було відвойовано російськими окупантами 23 вересня 1943 р. Дуже важко доводилось відбудовувати знищене в роки війни господарство. Тяжко працювали сільські трударі за «палички», часто змінювалися голови колгоспів. Але з приходом Логвина Миколи Матвійовича у 1957—1963 роках, село почало змінюватися. Найперше, що запропонував селянам голова — це зайнятися вирощуванням огірків, і не тільки в колгоспі, а й на присадибних ділянках. Для спорудження будинків запропонував використовувати шлак. Донині мартусівці старшого покоління згадують його з повагою.
У 1963 р. на базі колгоспів сіл Ревне, Проців, Ленінівка (Затишне) та Мартусівка було створено радгосп «Жланівський», який спеціалізувався з виробництва молока, вирощування овочів та картоплі. У Мартусівці було створено відділок цього радгоспу. Центральну садибу було визначено в селі Ревне. А тому у 1976 р. перестала існувати Мартусівська сільська рада. У 1978 р. було закрито і Мартусівську восьмирічну школу, а школярів почали возити до Ревнінської середньої школи.
У 1996 р. в селі було створено КСП «Мартусівка», яке розпалося у 2006 р.

## Сьогодення
Сьогодні в Мартусівці працює НВК «Загальноосвітня школа І ступеня — дитячий садок», який очолює Левун Вікорія Володмрівна. Цей навчальний заклад визнається одним із найкращих в області.
Для дозвілля жителів діють клуб, бібліотека, бари.
На місці колгоспних приміщень працює підприємство «Вікна-сервіс», яке забезпечує жителів села роботою.
У селі розташована Бориспільська виправна колонія № 119. Тут працюють десятки місцевих жителів.
З 2000 р. в Мартусівці є своя сільська рада, працює медпункт, який вже майже п'ятдесят років очолює Вошкулат Галина Іванівна, фельдшер-акушер вищої категорії.
З 2008 року введений в експлуатацію логістичний комплекс ТОВ «БФ Склад», на базі якого розташований митний термінал Київської обласної митниці та нове сучасне підприємство по виробництву сандвіч-панелей ТОВ «БФ Завод».
Працюють магазини, вузол зв'язку, Мартусівський відділок Бортницької зрошувальної системи.

## Відомі люди
Мартусівські заводи XIX ст. належали генерал-губернатору Трепову Федору Федоровичу.

## Джерело
- Облікова картка на сайті ВРУ[недоступне посилання з квітня 2019]

| Україна | Це незавершена стаття з географії України. Ви можете допомогти проєкту, виправивши або дописавши її. |